# Thị tộc Sutherland

Huy hiệu của Thị tộc Sutherland

Thị tộc Sutherland (tiếng Anh: Clan Sutherland) còn được gọi là Gia tộc Sutherland là một thị tộc Scotland ở vùng Cao nguyên Scotland, có lãnh thổ truyền thống là hạt Sutherland ở cực Bắc Scotland. Trưởng tộc cũng là Bá tước đầy quyền lực của Sutherland, tuy nhiên vào đầu thế kỷ XVI, tước hiệu này được chuyển qua cuộc hôn nhân với con trai út của trưởng tộc Gordon. Người đứng đầu hiện tại là Alistair Sutherland, người giữ tước hiệu Bá tước xứ Sutherland.